# Fiona Gubelmann
Fiona Victoria Gubelmann (Santa Mónica, California; 30 de marzo de 1980) es una actriz estadounidense. Ha aparecido en series en la televisión que incluyen CSI: NY, Mi nombre es Earl y The Good Doctor, así también en películas como El empleado del mes y Downstream. Es más conocida por interpretar a Jenna Mueller en la serie de televisión de la cadena FX, Wilfred.

## Primeros años
Comenzó a actuar y bailar en preescolar, y su madre la inscribió en clases de baile cuando era niña. Su primer papel fue a la edad de cuatro años en una versión de ballet "Las Cabbage Patch Kids". De niña y adolescente, asistió a campamentos de teatro en el verano, actuó en el teatro de la comunidad local, y se involucró en el departamento de teatro en su escuela, el instituto Torrey Pines en California. Se matriculó en la[Universidad de California, Los Ángeles (UCLA), donde fue pre-médico importante. Ella hizo una audición con éxito para un papel durante su primer año. Descubrió que le gustaba actuar tanto como su especialidad hacia el teatro. Durante su tiempo como estudiante, trabajó como voluntaria con Artsbridge, un programa para jóvenes en situación de riesgo en el área de Los Ángeles.

## Carrera

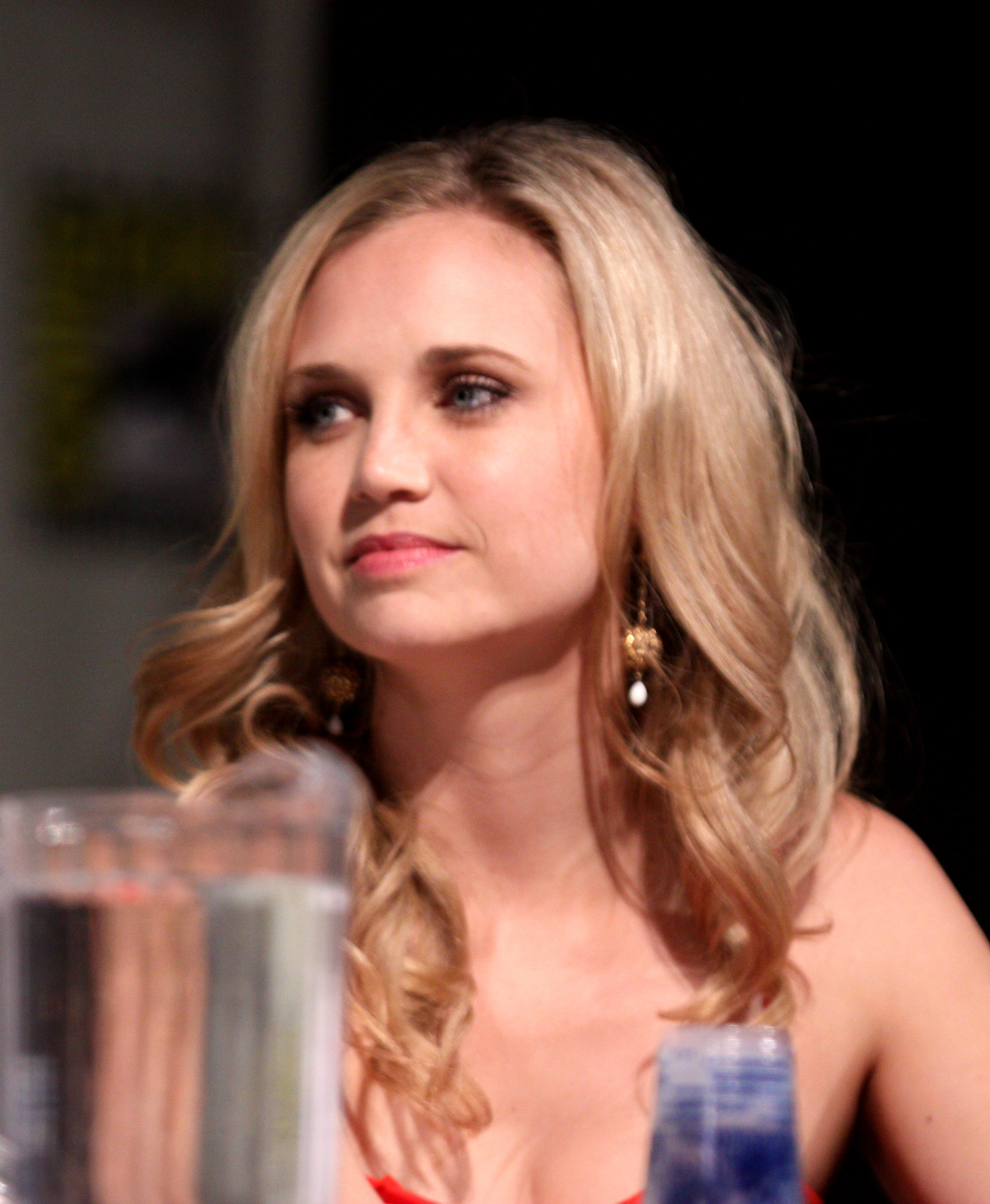
Gubelmann en San Diego, Comic-Con

Gubelmann hizo su debut en televisión actuando en 2003 en la serie de UPN "Los salmonetes", e hizo su debut en el cine al año siguiente en la comedia "Empleado del Mes". Ella apareció como estrella invitada en varias series de televisión y en algunas películas durante los siguientes años.
Cuando el agente de Gubelmann la envió el guion de Wilfred , ella dijo que quedó "absolutamente enamorada de ello". Ella vio algo de la serie original de Australia en línea, y describió su reacción como "Oh Dios mío, ¡esto es increíble!". Después de una audición, se le volvió a llamar varias veces más a lo largo de tres semanas y media. Ella también hizo una audición con Elijah Wood y Jason Gann lo que los productores podrían ver si tenía química en pantalla con su potencial coestrella, y se puso a prueba por última vez antes de ganar el papel.

## Filmografía

### Películas
| Año  | Película                       | Papel               | Notas |
| ---- | ------------------------------ | ------------------- | ----- |
| 2004 | Employee of the Month          | Amber               |       |
| 2007 | Blades of Glory                | Woodland Fairie     |       |
| 2010 | Downstream                     | Tabitha             |       |
| 2010 | Sex Tax: Based on a True Story | Tina                |       |
| 2014 | Don't Blink                    | Ella                |       |
| 2016 | Dispatch                       | Christine McCullers |       |
| 2017 | Rice on White                  | Julie               |       |
| 2017 | Surprise Me!                   | Genie Burns         |       |
| 2019 | The Way We Weren't             | Charlotte           |       |

### Telefilmes
| Año  | Telefilme           | Papel               | Notas |
| ---- | ------------------- | ------------------- | ----- |
| 2012 | Rebounding          | Charlotte           | -     |
| 2016 | Mommy's Little Girl | Theresa Malcolms    | -     |
| 2016 | Tulips in Spring    | Rose Newell         | -     |
| 2017 | Christmas Next Door | April Stewart       | -     |
| 2018 | Royally Ever After  | Sara Angela Dimarco | -     |
| 2019 | Easter Under Wraps  | Erin Cavendish      | -     |

### Cortometrajes
| Año  | Cortometraje                   | Papel              | Notas |
| ---- | ------------------------------ | ------------------ | ----- |
| 2004 | Honeybunny                     | -                  | -     |
| 2004 | Beck and Call                  | Candy Shelbourne   | -     |
| 2013 | Cause of Death                 | Chica en el garaje | -     |
| 2017 | The Life of Ricky              | Debbie             | -     |
| 2020 | End Live-Shackle Slaughter PSA | Narradora (voz)    | -     |

### Series de televisión
| Año       | Programa                              | Papel                                                | Notas                                   |
| --------- | ------------------------------------- | ---------------------------------------------------- | --------------------------------------- |
| 2003      | The Mullets                           | Valley Girl                                          | Episodio Airway to Heaven               |
| 2004      | Cold Case                             | Bobbi Jean Banks 1968                                | Episodio The House                      |
| 2004      | The Mountain                          | Darlene Toth                                         | Episodio The Letter                     |
| 2005      | Joey                                  | Anna                                                 | Episodio Joey and the Premiere          |
| 2007      | CSI: NY                               | Isabella Cooksey                                     | Episodio What Schemes May Come          |
| 2007      | Sales Guys                            | Season Fisher                                        |                                         |
| 2007      | My Name Is Earl                       | Lucy                                                 | Episodio Frank's Girl                   |
| 2008      | Comedy Gumbo                          | Anfitriona de ShmappleBapp / La futura Sra. Chambers | 4 episodios                             |
| 2008      | Knight Rider                          | Courtney Flynn                                       | Episodio Knight of the Zodiac           |
| 2008      | Turbo Dates                           | -                                                    | Episodio Xerox Guy                      |
| 2009      | The Closer                            | Lisa Price                                           | Episodio Waivers of Extradition         |
| 2009      | Californication                       | esposa joven                                         | Episodio Zoso                           |
| 2011      | Parenthood                            | Sandy                                                | 2 episodios                             |
| 2011      | The Paul Reiser Show                  | Jill                                                 | Episodio The Shave                      |
| 2012      | Hollywood Saturday Night              | Anfitriona invitada                                  | Episodio Fiona Gubelmann                |
| 2012      | Mentes criminales                     | Erika                                                | Episodio A Family Affair                |
| 2012      | How to Be a Gentleman                 | Amy                                                  | 2 episodios                             |
| 2012      | Save the Supers                       | Rascal                                               | 2 episodios                             |
| 2012      | The Screen Junkies Show               | Snow White                                           | Episodio Disneyfied Star Wars Auditions |
| 2012      | Family Guy                            | La nueva amiga de Lois (voz)                         | Episodio Lois Comes Out of Her Shell    |
| 2012      | Wedding Band                          | Violet                                               | Episodio Time of My Life                |
| 2013      | Don't Trust the B---- in Apartment 23 | Stephanie                                            | Episodio Mean Girls...                  |
| 2013      | Guys with Kids                        | Sage                                                 | 2 episodios                             |
| 2013      | Animal Practice                       | Tinsley French                                       | Episodio Wingmen                        |
| 2013      | We Are Men                            | Sara                                                 | 3 episodios                             |
| 2014      | Robin Banks and the Bank Roberts      | Nicole                                               | -                                       |
| 2014      | Wilfred                               | Jenna Mueller                                        | Elenco principal, 35 episodios          |
| 2014      | Friends with Better Lives             | Kelly                                                | Episodio The Imposter                   |
| 2014      | Modern Family                         | Lisa Thompson                                        | Episodio Won't You Be Our Neighbor      |
| 2014      | Key and Peele                         | Adicta al sexo #1                                    | Episodio Sex Addict Wendell             |
| 2015      | New Girl                              | Val                                                  | Episodio The Right Thing                |
| 2015      | Mad Men                               | Eve                                                  | Episodio Person to Person               |
| 2015      | Melissa & Joey                        | Noelle Devereux                                      | Episodio The Book Club                  |
| 2015      | Why? With Hannibal Buress             | Susie                                                | Episodio 1.7                            |
| 2015      | Keith Broke His Leg                   | -                                                    | -                                       |
| 2015      | The League                            | Berkley                                              | Episodio The Block                      |
| 2015      | iZombie                               | Houdina                                              | Episodio Abra Cadaver                   |
| 2016      | Castle                                | Linda Weinberg                                       | Episodio Tone Death                     |
| 2016      | Telenovela                            | Kelly                                                | 2 episodios                             |
| 2016      | Sing It!                              | Nina                                                 | 4 episodios                             |
| 2017      | One Day at a Time                     | Lori                                                 | 5 episodios                             |
| 2017      | Daytime Divas                         | Heather Flynn-Kellogg                                | 10 episodios                            |
| 2017      | Lethal Weapon                         | Andi Canter                                          | Episodio Fools Rush In                  |
| 2017      | American Housewife                    | Courtney                                             | Episodio The Couple                     |
| 2018      | Lucifer                               | Kay/Maddie                                           | Episodio The Last Heartbreak            |
| 2017-2024 | The Good Doctor                       | Dr. Morgan Reznick                                   | Elenco principal                        |